# Castrillo-Solarana
Castrillo Solarana es un antiguo municipio y una localidad perteneciente al municipio de Lerma, en Burgos, España. Está situada en la comarca de Arlanza.

## Demografía
| Gráfica de evolución demográfica de Castrillo de Solarana entre 1842 y 1970 |
| |
| Población de derecho según los censos de población del INE. Población de hecho según los censos de población del INE.Entre el censo de 1981 y el anterior, este municipio desaparece porque se integra en el municipio Lerma. |

En 1842 contaba con 41 hogares y 111 vecinos.
En 1900 llegó a tener 378 habitantes.
Entre el censo de 1981 y el anterior, contando con 40 hogares y 178 habitantes, este municipio desaparece porque se integra en el municipio de Lerma.

## Situación
Situado al sureste de municipio, dista 9.5 km de la capital del mismo, Lerma. Próximo a Solarana, Revilla Cabriada y Villoviado, en el valle formado por el Arroyo de la Salceda.

## Edificios de interés
- Iglesia de San Pedro (Bien de Interés Cultural).

Con fecha de 3 de febrero de 2003, la Dirección General de Patrimonio y Promoción Cultural acordó declarar la iglesia parroquial de San Pedro, en Castrillo Solarana, como Bien de Interés Cultural, con categoría de Monumento. El procedimiento administrativo tiene un plazo de 24 meses para resolver definitivamente y proceder a su declaración como BIC. Acuerdo 22/2006, de 2 de marzo, de la Junta de Castilla y León, por el que se declara la iglesia parroquial de San Pedro, en Castrillo de Solarana, en el término municipal de Lerma como Bien de Interés Cultural con categoría de monumento.
Se trata de una iglesia construida en tres etapas. La más antigua e importante corresponde al siglo XIII y de ella se conserva un ábside y una portada. El ábside es de una sola nave y está ricamente decorado con columnas y arcos ciegos. Igualmente, la portada románica posee una decoración geométrica y vegetal. En esta obra se percibe una fuerte influencia del románico de la cercana localidad de Silos

## Fiestas locales
- Fiestas Patronales de Nuestra Señora de las Mercedes

24 de septiembre.
- Concentración Motera

Se lleva a cabo desde julio de 2013 promovido por Kastriello Motoclub.